# 아비사라
아비사라(산스크리트어: अभीसार, 고대 그리스어: Ἀβισάρης 아비사레스[*])는 산 너머 히다스페스강에 영토를 두었던 아비라족 계통의 카슈미라 왕으로 디오도로스는 그를 엠비사로스(Ἐμβίσαρος)라고 불렀다.

## 치세
아비사라는 알렉산드로스 대왕에게 복종을 표하는 사신을 보냈고, 알렉산드로스는 아비사라가 그의 왕국을 유지하는 데 상당한 도움을 주었다. 기원전 325년에 아비사라가 죽자 알렉산드로스 대왕은 그의 아들을 후계자로 지명했다.
오네시크리토스는 아비사라가 두 마리의 거대한 뱀을 가졌고 알렉산드로스는 그 뱀들을 보고 싶어하는 열망이 컸다고 말했다.

## 왕국
아우렐 스타인은 종종 고대 우라사로 알려진 하자라 지역을 아비사라의 왕국과 동일시한다. 그러나 스타인은 아비사라 왕국을 카슈미르의 라자푸리(라자우리)를 포함한 비타스타(즐룸)와 차드랍가(체납) 사이의 낮은 언덕과 중간 언덕의 관로와 동일시한다. 아비사라의 옛 왕국은 기본적으로 잠무 카슈미르의 푼흐구, 라자우리구, 나우셰라구에 위치했다.